# Gregorio D. Martínez
Gregorio Martínez Martínez , más conocido como Gregorio D. Martínez (General Zuazua, Nuevo León, México, 12 de marzo de 1870- Monterrey, Nuevo León, 15 de agosto de 1950) fue médico y alcalde de Monterrey. 

## Inicios
Nació en General Zuazua, Nuevo León, el 12 de marzo de 1870, siendo hijo de Lino Martínez y de Juana Nepomucena Martínez. Estudió medicina en la Escuela de Medicina de Monterrey donde se licenció en 1895. Se dedicó durante un período a la política local. En el año  1913 fue el tercer alcalde de la ciudad sucediendo a Nicéforo Zambrano y Fermín Martínez. El primero de enero de 1914 entregó su cargo al Dr. Ramón Treviño. Entre sus obras más notorias en el cabildo de Monterrey destaca el inicio de las obras de pavimentación de la urbe. 

Casado con Doña Tomasa Lozano Treviño con quien tuvo siete hijos: José G. Martínez, Bertha de Laguera, Mª Aurora de Zorrilla, Carmen de Camelo (esposa del Dr. Manuel Camelo Camacho), Gregorio A. e Ignacio G. Fue el abuelo materno de Julio Camelo Martínez, alcalde de Monterrey en 1973. Retirado de la vida pública Gregorio D. Martínez falleció en Monterrey el 15 de agosto de 1950. Fue sepultado en el Panteón del Carmen.

## Descendencia
Descendiente directo de Diego de Montemayor, Gregorio D. Martínez contrajo matrimonio con Tomasa Lozano Treviño el 24 de enero de 1900. La pareja tuvo siete hijos:
- José G. Martínez, (1900 - 1976), casado con Esperanza Sada Gómez, hija de Alberto Sada Muguerza y Magdalena Gómez, tuvieron un único hijo, el pintor Pepe G. Martínez Sada.
- Bertha Martínez de Lagüera, (1902-1973), casada con José Lagüera Zambrano, hijo de Pío Lagüera Viadero y María Consuelo Zambrano Berardi, tuvieron 6 hijos: José Gregorio, Alejandro, Bertha, Mercedes, Rosario y Hernán.
- María Aurora Martínez de Zorilla, (1905-1997), contrajo matrimonio con Pedro Zorrilla, hijo de Bernardo y Mercedes Gómez de Zorrilla, tuvieron 6 hijos: Pedro Zorrilla Martínez (gobernador de Nuevo León de 1973-1979), Roberto, Manuel, Rodrigo, Gabriel y María Aurora.
- Carmen Martínez de Camelo, (1907-2000), casada con Manuel Camelo Camacho (1903-1969) hijo de Felipe Camelo Cruzado y Jacinta Camacho, tuvieron 4 hijos: Julio Camelo Martínez (alcalde de Monterrey 1972-1973), Manuel Gregorio Camelo Martínez, María del Carmen y Mercedes Teresita.
- Gregorio A. Martínez, (1909-1993), contrajo matrimonio con Stella Muguerza Martínez (1920-2003), hija de Antonio Muguerza Lafón y Rebeca Martínez, nieta de José A. Muguerza y Adelaida Lafón Gaja, tuvieron un único hijo: Gregorio Martínez Muguerza.
- Ignacio G. Martínez, (6 de enero de 1912 - 4 de agosto de 1965), casado con Margarita Vizcaya Vivanco (19 de agosto de 1924 - 2 de enero de 2009), hija de Andrés Vizcaya Erhard y Margarita Luisa Vivanco Lozano, tuvieron 6 hijos: Margarita, Ignacio, Lydia, Gabriela, Jorge y Guadalupe.
- Luis Martínez, (1914), fallecido antes de cumplir un año.

## Residencia
La residencia construida en 1926 (como regalo a su esposa por sus bodas de plata) fue una verdadera novedad arquitectónica para la época. Existe aún en la esquina suroeste de las calles Ignacio Zaragoza y Albino Espinosa (c. Zaragoza, 244 norte). Actualmente alberga la Biblioteca y Casa de Cultura Jurídica de la Suprema Corte de Justicia de la Nación. Los trabajos de marmolería y decoración de la residencia fueron obra de los escultores italianos Michele Giacomino y Augusto Massa Rosollini. Los vitrales emplomados fueron realizados por Claudio Pellandini, quien trabajó para Don Porfirio Díaz en los emplomados del Castillo de Chapultepec y del Palacio Nacional. El vitral de la escalera de la residencia de Gregorio D. Martínez se caracteriza por su temática regiomontana al tener como figura principal el Cerro de la Silla. Las obras de construcción fueron supervisadas por José A. Muguerza.